# NGC 6800
NGC 6800 is een open sterrenhoop in het sterrenbeeld Vosje. Het hemelobject werd op 10 september 1784 ontdekt door de Duits-Britse astronoom William Herschel.
NGC 6800 bevindt zich een halve graad ten noordwesten van de ster alpha Vulpeculae (Anser).

## Synoniemen
- OCL 123